# Esporte no Vaticano
O Esporte na Vaticano é sempre ao microestado remetido a eventos desportivos entre cardeais, bispos e a Guarda Suíça.

## Futebol
Em relação ao futebol, o Vaticano possui um torneio que conta com 10 equipes: L'Osservatore Romano, Tipografia, Guarda Suíça, Museus do Vaticano, Serviços Técnicos, Serviços Econômicos, Gendarmeria, IOR (Banco do Vaticano), Biblioteca e Rádio Vaticano. Este campeonato existe desde 1973 e as equipes são defendidas por funcionários de cada repartição. Existe ainda a Clericus Cup, torneio disputado por 16 times divididos em 2 grupos. O país conta com a Seleção do Vaticano, que tem 3 partidas oficiais contra o principado de Mônaco.